# Supercopa de España de Fútbol 1991
La Supercopa de España de 1991 fue la VIII edición del torneo, correspondiente a la temporada 1991-92. Se disputó entre el campeón de Liga 1990-91, el F. C. Barcelona, y el campeón de la Copa del Rey 1990-91, el Atlético de Madrid. 
Se jugó en partidos de ida y vuelta, el 15 de octubre en Madrid y el 29 de octubre en Barcelona.
El F. C. Barcelona fue el campeón del torneo por 2-1 en el cómputo global.
| Bandera de la Comunidad de Madrid | 1 - 2 | Bandera de Cataluña |
| Atlético de Madrid 0 1            | 1 - 2 | F. C. Barcelona 1   |
| --------------------------------- | ----- | ------------------- |

## Supercopa de 1991
| F. C. Barcelona    |  | Bandera de Cataluña               |  | Campeón de la Primera División de España (1990/91) |
| Atlético de Madrid |  | Bandera de la Comunidad de Madrid |  | Campeón de la Copa del Rey de fútbol (1990-91)     |

### Ida
| 1          | POR        | Diego Díaz           |     |
| 18         | DEF        | Juanma López         |     |
| 3          | DEF        | Toni Muñoz           |     |
| 21         | DEF        | Pedro González       |     |
| 15         | DEF        | Patxi Ferreira       |     |
| 7          | MED        | Donato Gama da Silva |     |
| 19         | MED        | Alfredo Santaelena   | 67' |
| 25         | MED        | Pizo Gómez           |     |
| 15         | MED        | Carlos Aguilera      |     |
| 20         | DEL        | Sebastián Losada     | 55' |
| 24         | DEL        | Gerhard Rodax        |     |
| Entrenador | Entrenador | Luis Aragonés        |     |

| 1          | POR        | Andoni Zubizarreta |     |
| 4          | DEF        | Nando Muñoz        |     |
| 18         | DEF        | Ricardo Serna      |     |
| 3          | DEF        | Juan Carlos        |     |
| 20         | DEF        | Cristóbal Parralo  |     |
| 14         | MED        | Miguel Ángel Nadal |     |
| 5          | MED        | Guillermo Amor     |     |
| 13         | MED        | Pep Guardiola      |     |
| 7          | MED        | Eusebio Sacristán  | 70' |
| 8          | DEL        | Michael Laudrup    |     |
| 16         | DEL        | Julio Salinas      | 79' |
| Entrenador | Entrenador | Johan Cruyff       |     |

| 20 | DEL | Juan Sabas   | 55' |
| 3  | DEF | Miquel Soler | 67' |

| 10 | DEL | Txiki Begiristain | 70' |
| 22 | DEL | Antonio Pinilla   | 79' |

|  |

|  | 86' | Guillermo Amor | 0-1 |

|  | 11' | Nando Muñoz   |
|  | 34' | Pep Guardiola |

|  |

| Árbitro: | José Merino Gonzalez |

| 1          | POR        | Diego Díaz           |     |
| 18         | DEF        | Juanma López         |     |
| 3          | DEF        | Toni Muñoz           |     |
| 21         | DEF        | Pedro González       |     |
| 15         | DEF        | Patxi Ferreira       |     |
| 7          | MED        | Donato Gama da Silva |     |
| 19         | MED        | Alfredo Santaelena   | 67' |
| 25         | MED        | Pizo Gómez           |     |
| 15         | MED        | Carlos Aguilera      |     |
| 20         | DEL        | Sebastián Losada     | 55' |
| 24         | DEL        | Gerhard Rodax        |     |
| Entrenador | Entrenador | Luis Aragonés        |     |

| 1          | POR        | Andoni Zubizarreta |     |
| 4          | DEF        | Nando Muñoz        |     |
| 18         | DEF        | Ricardo Serna      |     |
| 3          | DEF        | Juan Carlos        |     |
| 20         | DEF        | Cristóbal Parralo  |     |
| 14         | MED        | Miguel Ángel Nadal |     |
| 5          | MED        | Guillermo Amor     |     |
| 13         | MED        | Pep Guardiola      |     |
| 7          | MED        | Eusebio Sacristán  | 70' |
| 8          | DEL        | Michael Laudrup    |     |
| 16         | DEL        | Julio Salinas      | 79' |
| Entrenador | Entrenador | Johan Cruyff       |     |

| 20 | DEL | Juan Sabas   | 55' |
| 3  | DEF | Miquel Soler | 67' |

| 10 | DEL | Txiki Begiristain | 70' |
| 22 | DEL | Antonio Pinilla   | 79' |

|  |

|  | 86' | Guillermo Amor | 0-1 |

|  | 11' | Nando Muñoz   |
|  | 34' | Pep Guardiola |

|  |

| Árbitro: | José Merino Gonzalez |

### Vuelta
| 1          | POR        | Andoni Zubizarreta |     |
| 2          | DEF        | Nando Muñoz        |     |
| 3          | DEF        | Albert Ferrer      |     |
| 4          | DEF        | Ronald Koeman      |     |
| 5          | DEF        | Cristóbal Parralo  |     |
| 6          | MED        | José Mari Bakero   |     |
| 8          | MED        | Guillermo Amor     |     |
| 7          | MED        | Pep Guardiola      |     |
| 11         | MED        | Eusebio Sacristán  | 56' |
| 10         | MED        | Richard Witschge   |     |
| 9          | DEL        | Julio Salinas      | 64' |
| Entrenador | Entrenador | Johan Cruyff       |     |

| 1          | POR        | Diego Díaz           |     |
| 4          | DEF        | Roberto Solozábal    |     |
| 3          | DEF        | Toni Muñoz           |     |
| 21         | DEF        | Pedro González       |     |
| 15         | DEF        | Patxi Ferreira       |     |
| 7          | MED        | Donato Gama da Silva |     |
| 19         | MED        | Alfredo Santaelena   |     |
| 25         | MED        | Pizo Gómez           |     |
| 15         | MED        | Carlos Aguilera      | 62' |
| 6          | MED        | Juan Vizcaíno        | 51' |
| 20         | DEL        | Sebastián Losada     |     |
| Entrenador | Entrenador | Luis Aragonés        |     |

| 10 | DEL | Txiki Begiristain | 56' |
| 15 | DEL | Hristo Stoichkov  | 64' |

| 18 | DEF | Juanma López  | 51' |
| 23 | DEL | Manuel Alfaro | 62' |

|  | 69' | José Mari Bakero | 1-1 |

|  | 39' | Alfredo Santaelena | 0-1 |

|  | 48' | Eusebio Sacristán |
|  | 78' | Hristo Stoichkov  |

|  | 55' | Juanma López |

|  |

| Árbitro: | José Luis Pajares Paz |

| 1          | POR        | Andoni Zubizarreta |     |
| 2          | DEF        | Nando Muñoz        |     |
| 3          | DEF        | Albert Ferrer      |     |
| 4          | DEF        | Ronald Koeman      |     |
| 5          | DEF        | Cristóbal Parralo  |     |
| 6          | MED        | José Mari Bakero   |     |
| 8          | MED        | Guillermo Amor     |     |
| 7          | MED        | Pep Guardiola      |     |
| 11         | MED        | Eusebio Sacristán  | 56' |
| 10         | MED        | Richard Witschge   |     |
| 9          | DEL        | Julio Salinas      | 64' |
| Entrenador | Entrenador | Johan Cruyff       |     |

| 1          | POR        | Diego Díaz           |     |
| 4          | DEF        | Roberto Solozábal    |     |
| 3          | DEF        | Toni Muñoz           |     |
| 21         | DEF        | Pedro González       |     |
| 15         | DEF        | Patxi Ferreira       |     |
| 7          | MED        | Donato Gama da Silva |     |
| 19         | MED        | Alfredo Santaelena   |     |
| 25         | MED        | Pizo Gómez           |     |
| 15         | MED        | Carlos Aguilera      | 62' |
| 6          | MED        | Juan Vizcaíno        | 51' |
| 20         | DEL        | Sebastián Losada     |     |
| Entrenador | Entrenador | Luis Aragonés        |     |

| 10 | DEL | Txiki Begiristain | 56' |
| 15 | DEL | Hristo Stoichkov  | 64' |

| 18 | DEF | Juanma López  | 51' |
| 23 | DEL | Manuel Alfaro | 62' |

|  | 69' | José Mari Bakero | 1-1 |

|  | 39' | Alfredo Santaelena | 0-1 |

|  | 48' | Eusebio Sacristán |
|  | 78' | Hristo Stoichkov  |

|  | 55' | Juanma López |

|  |

| Árbitro: | José Luis Pajares Paz |

| Campeón Supercopa de España 1991 |
| -------------------------------- |
| FC Barcelona 2° Título           |

| Predecesor: Supercopa de España 1990 | Supercopa de España 1991 | Sucesor: Supercopa de España 1992 |